# Bowen Cirque
Der Bowen Cirque ist ein Bergkessel im ostantarktischen Coatsland. In den Read Mountains der Shackleton Range liegt er nordnordöstlich des Mount Wegener.
Luftaufnahmen der Formation entstanden durch die United States Navy im Jahr 1967. Der British Antarctic Survey nahm zwischen 1968 und 1971 Vermessungen vor. Das UK Antarctic Place-Names Committee benannte den Bergkessel nach dem kanadischen Geologen Norman L. Bowen (1887–1956), der sich unter anderem mit den Gesetzmäßigkeiten der Abscheidung von Mineralen beim Abkühlen von magmatischen Schmelzen beschäftigte.